# Peresós didàctil comú
El peresós didàctil comú (Choloepus didactylus), també conegut com a peresós de dos dits del sud, és una espècie de peresós de Sud-amèrica, es troba a Veneçuela, les Guaianes i al nord del riu Amazones al Brasil.

## Galeria

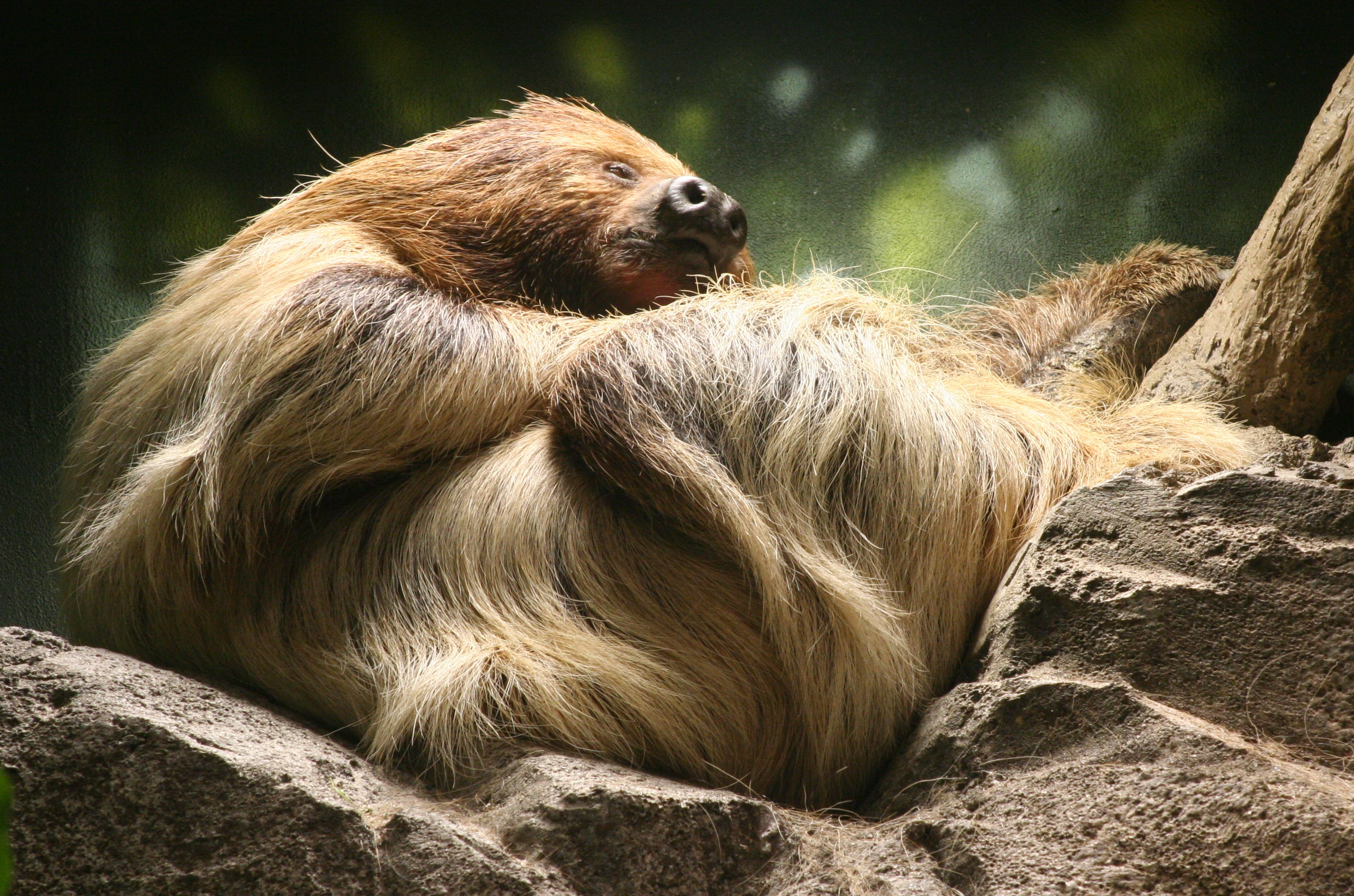
Choelopus didactylus al "Buffalo Zoo"